# Antipalpus graecus
Antipalpus graecus är en tvåvingeart som beskrevs av Moucha och Hradsky 1966. Antipalpus graecus ingår i släktet Antipalpus och familjen rovflugor. Inga underarter finns listade i Catalogue of Life.